# Моховик трещиноватый
Мохови́к трещинова́тый (лат. Xerocoméllus chrysénteron) — съедобный гриб рода Xerocomellus. Ранее относился к роду Моховик (Xerocomus), в настоящее время разделённому на несколько более мелких родов.
Научные синонимы:
- Boletus cupreus Schaeff., 1774 basionym
- Boletus pascuus[2]
- Boletus chrysenteron Bull., 1791
- Versipellis chrysenteron (Bull.) Quél., 1886
- Xerocomus chrysenteron (Bull.) Quél., 1888

Русские синонимы:
- Моховик пёстрый
- Моховик жёлтомясый
- Боровик пастбищный[2]

## Описание

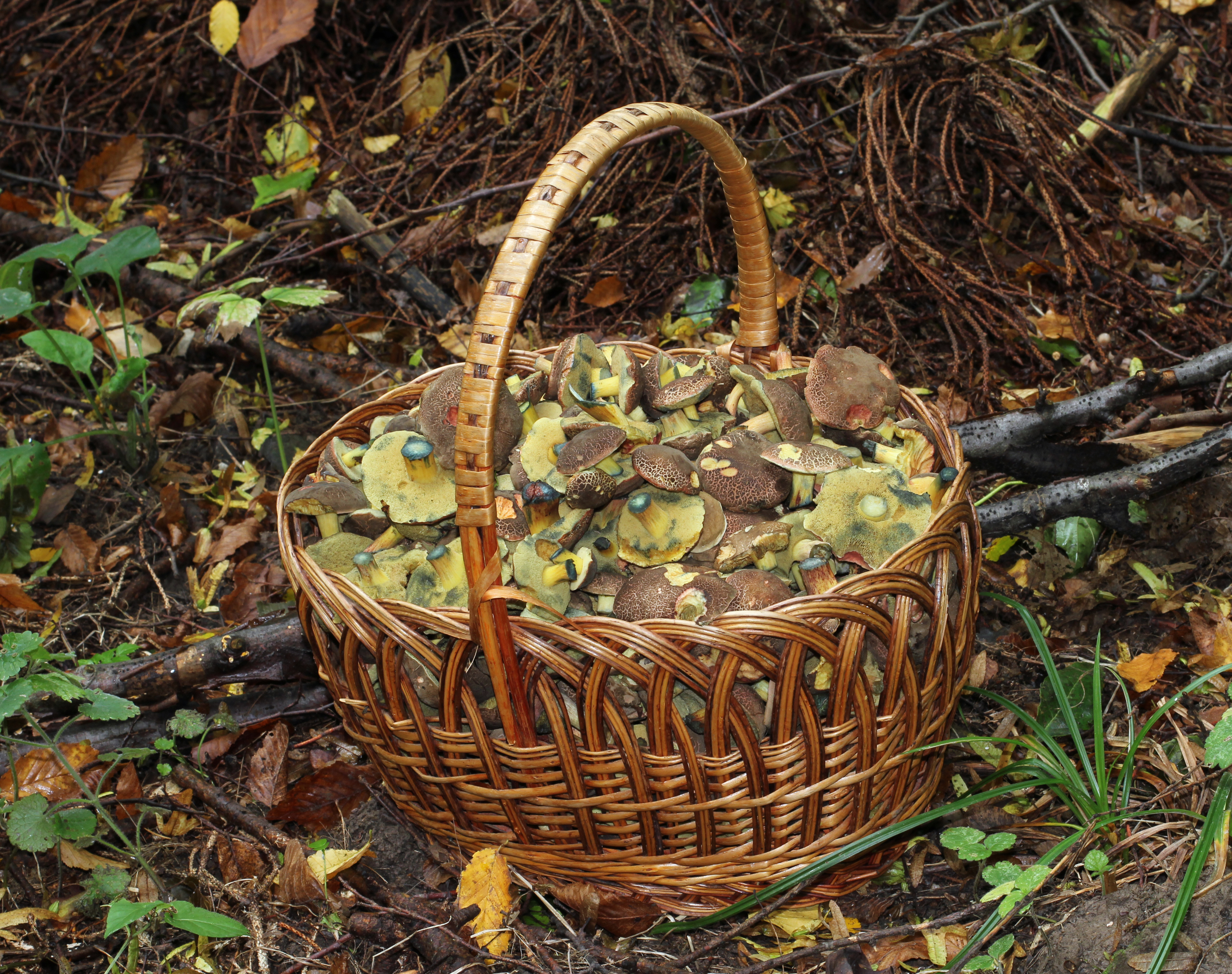
Моховики трещиноватые в корзине

Диаметр шляпки составляет 3—7 см (до 10 см), шляпка имеет выпуклую или подушковидную форму, иногда вдавленная в центре, на ощупь сухая, матовая, бархатистая или голая, цвет шляпки — бордово-красный, коричневый, оливково-коричневый, коричневый, коричнево-красный, охряно-серый (иногда выделяют две формы — красную и коричневую). Характерной особенностью является сетчато-растрескивающаяся шляпка, трещины могут иметь розовый оттенок.
Мякоть беловатая или жёлтоватая, красноватая у основания ножки и под кожицей шляпки, интенсивно синеет на срезе.
Трубчатый слой крупнопористый, приросший у ножки, трубочки кремово-жёлтые, охряно-жёлтые, серно-желтовато-зелёные или оливково-жёлтые, позднее оливковые, на разрезе или при надавливании синеющие.
Ножка 4—10 см высотой и 1—2 см толщиной, булавовидная, сплошная (позднее может быть полой), гладкая, тёмно-трещиноватая, вверху мелкочешуйчатая, снизу имеет слабо заметные серо-волокнистые пояски, цвет светло-жёлтый, снизу красный.
Споровый порошок жёлто-оливково-бурый или желтовато-оливковый, споры 14×5 мкм, веретеновидные.

## Экология и распространение
Европа, Европейская часть России и Северный Кавказ, Дальний Восток. Встречается в лиственных и смешанных, а иногда в хвойных лесах на хорошо разрыхлённых кислых почвах. С лиственными деревьями образует микоризу (часто с буком). Достаточно распространённый вид.
Сезон июль — сентябрь (массово — со второй половины августа по первую декаду сентября).

## Сходные виды
- Xerocomus pruinatus отличается нерастрескивающейся шляпкой
- Моховик розовоногий (Xerocomus truncatus) встречается в парках и лиственных лесах, отличается строением спор.

## Пищевые качества
Съедобен, в блюдах имеет слизистую консистенцию, в связи с этим считается посредственным. Лучше использовать молодые грибы. Можно употреблять в свежем и солёном виде, а также сушить или замораживать с последующим употреблением в жареных блюдах или супах.